# Вест Лонг Бранч (Њу Џерзи)
Вест Лонг Бранч (енгл. West Long Branch) град је у америчкој савезној држави Њу Џерзи.

## Демографија
По попису из 2010. године број становника је 8.097, што је 161 (-1,9%) становника мање него 2000. године.
| Група             | 2000.         | 2010.         |
| Белци             | 7.594 (92,0%) | 7.339 (90,6%) |
| Афроамериканци    | 184 (2,2%)    | 179 (2,2%)    |
| Азијати           | 100 (1,2%)    | 96 (1,2%)     |
| Хиспаноамериканци | 241 (2,9%)    | 407 (5,0%)    |
| Укупно            | 8.258         | 8.097         |